# Алексик, Шеннон
Ше́ннон Але́ксик (англ. Shannon Aleksic; урождённая Ше́ннон Уи́лсон, англ. Shannon Wilson; род. 28 сентября 1976, Wawota, Саскачеван) — канадская кёрлингистка.
Играет на позиции третьего.

## Команды
| Сезон                                          | Четвёртый             | Третий              | Второй           | Первый              | Запасной            | Турниры              |
| ---------------------------------------------- | --------------------- | ------------------- | ---------------- | ------------------- | ------------------- | -------------------- |
| 1998—99                                        | Cindy Street          | Brandee Davis       | Allison Tanner   | Шеннон Алексик      | Эмбер Холланд       | ЧК 1999 (4 место)    |
| 2004—05                                        | Шеннон Алексик        | Colleen Hannah      | Cindy Blackmore  | Grace MacInnes      | Allison MacInnes    |                      |
| 2005—06                                        | Шеннон Алексик        | Colleen Hannah      | Cindy Blackmore  | Grace MacInnes      | Allison MacInnes    |                      |
| 2006                                           | Kristen Recksiedler   | Mia Hockley         | Блисс Комсток    | Шеннон Алексик      |                     |                      |
| 2006—07                                        | Келли Лоу Колин Джонс | Джорджина Уиткрофт  | Шеннон Алексик   | Darah Blandford     |                     | [ 4 ]                |
| 2007                                           | Келли Лоу             | Джорджина Уиткрофт  | Шеннон Алексик   | Darah Provencal     | Steph Jackson       | ЧК 2007 (8 место)    |
| 2007—08                                        | Jody Maskiewich       | Шеннон Алексик      | Джеки Армстронг  | Shannon Ward        | Sherry Fraser       |                      |
| 2009—10                                        | Келли Лоу             | Jody Maskiewich     | Шеннон Алексик   | Darah Blandford     |                     |                      |
| 2010                                           | Келли Скотт           | Джина Шредер        | Саша Картер      | Джеки Армстронг     | Шеннон Алексик      | ЧК 2010 (4 место)    |
| 2010—11                                        | Келли Лоу             | Jody Maskiewich     | Шеннон Алексик   | Kristen Recksiedler |                     |                      |
| 2011                                           | Келли Скотт           | Джина Шредер        | Саша Картер      | Джеки Армстронг     | Шеннон Алексик      | ЧК 2011 (5 место)    |
| 2011—12                                        | Келли Лоу             | Шеннон Алексик      | Kirsten Fox      | Dawn Suliak         |                     |                      |
| 2012—13                                        | Шерил Бернард         | Сьюзан О’Коннор     | Лори Олсон-Джонс | Шеннон Алексик      | Кэролин Макрори     |                      |
| 2013—14                                        | Шерил Бернард         | Сьюзан О’Коннор     | Лори Олсон-Джонс | Шеннон Алексик      | Кэролин Макрори     |                      |
| 2014—15                                        | Келли Скотт           | Шеннон Алексик      | Karla Thompson   | Сара Пайк           |                     |                      |
| 2015—16                                        | Келли Скотт           | Шеннон Алексик      | Дженна Лодер     | Сара Пайк           |                     |                      |
| 2016—17                                        | Марла Маллет          | Шеннон Алексик      | Brette Richard   | Blaine DeJager      | Kristen Recksiedler | ЧК 2017 (12 место)   |
| 2017—18                                        | Karla Thompson        | Kristen Recksiedler | Шеннон Джоанисс  | Trysta Vandale      |                     |                      |
| Кёрлинг среди смешанных команд (mixed curling) |                       |                     |                  |                     |                     |                      |
| 2016                                           | Dean Joanisse         | Шеннон Алексик      | Tyler Orme       | Kelsey Steiger      |                     | ЧКСК 2016 (11 место) |

(скипы выделены полужирным шрифтом)

## Частная жизнь
Начала заниматься кёрлингом в 5 лет.
Состоит в партнёрстве с кёрлингистом Дином Джоаниссом (англ. en:Dean Joanisse). У Шеннон двое детей: Бруклин (англ. Brooklyn, род. 2004) и приёмная дочь Эбби (англ. Abbey, род. 2001).
Работает в Ассоциации кёрлинга провинции Британская Колумбия менеджером по организации турниров высокого уровня (англ. Curl BC Competitions & High Performance Manager).